# Moorburg kolkraftverk

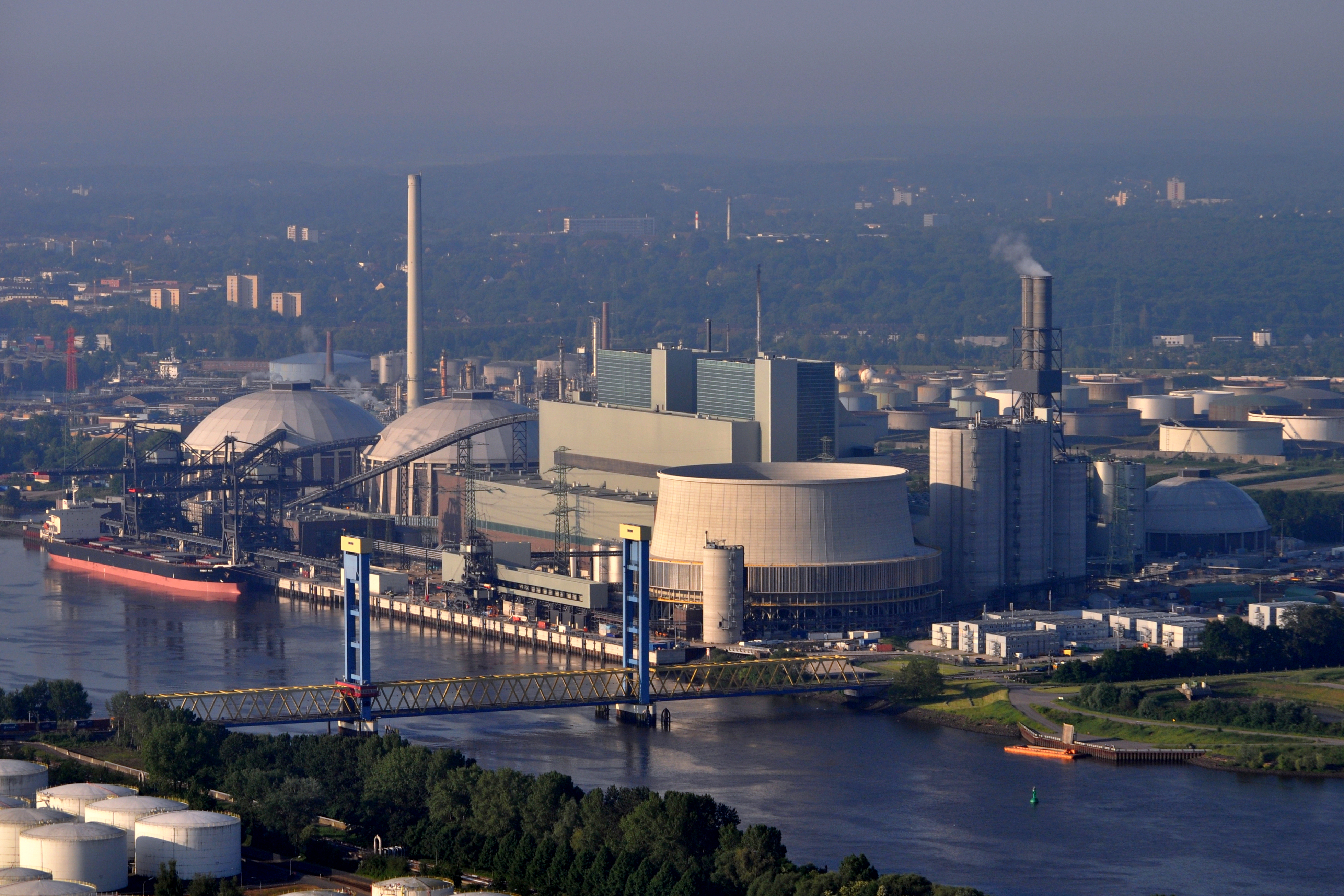
Moorburg kolkraftverk i juni 2013.

Kolkraftverket Moorburg (KKW Moorburg alt. KW Moorburg) i Hamburg-distriktet Moorburg i Tyskland byggdes år 2007 på platsen för Moorburg gasverk som revs år 2004, som ett dubbelblockssystem (CHP) på 2×800 MW. Verket som driftsattes 4 mars 2015 skulle leverera 11,5 TWh elektrisk energi per år och släppa ut 8,7 miljoner ton koldioxid, förutsatt 7500 fullasttimmar.
Den 1 december 2020 meddelade Bundesnetzagentur att Vattenfall, med de två enheterna i Moorburg-kraftverket, hade tilldelats ett kontrakt för båda enheterna i anbudsförfarandet för att minska elproduktionen från stenkolsverk och småskaliga brunkolsanläggningar. Från den 1 januari 2021 får elen från dessa block inte längre marknadsföras. Bakgrunden för att delta i anbudsförfarandet är bland annat den svåra ekonomiska situationen för moderna kolkraftverk på elmarknaden.

## Effektivt, men motarbetat
Kolkraftverkets effektivitet var långt över 45 %, mot normala under 40 % för Tysklands övriga kolkraftverk. Sammankopplat med Hamburgs fjärrvärmenät hade effektiviteten nått över 60 %, men motståndet ifrån invånarna i Hamburg emot bygget av kolkraftverket gjorde att värmeanslutningen aldrig genomfördes.

## Ekonomiskt fiasko
Vattenfall beslutade år 2006 att stenkolskraftverket skulle byggas. Färdigställandet tog ca 10 år istället för normala 5-6 år. Sommaren 2016 då kraftverket kördes för fullt, konstaterades att kostnaden hade stigit till 29 miljarder kronor, 3 miljarder över ursprungskalkylen. Nedskrivningar på 13,7 miljarder kronor hade då redan gjorts, med risk för ytterligare 2 miljarder kronor i nedskrivning. Kraftverket stängdes 7 juli 2021 efter att ha bedömts som ej systemkritiskt, efter bara fem års drift.

## Vätgasprojekt
Vattenfall har undertecknat en avsiktsförklaring med Shell, Mitsubishi Heavy Industries och Wärme Hamburg om byggandet av en ”Green Energy Hub” med en skalbar elektrolysator på 100 MW för att producera vätgas från vind- och solkraft på kraftverksplatsen i Hamburg-Moorburg.